# Стогнії
Стогнії́ — село в Золочівській громаді Богодухівського району Харківської області України. Населення становить 95 осіб.

## Географія
Село Стогнії знаходиться на відстані 4,5 км від річки Уди (правий берег), на відстані 2 км розташовані села Баранівка, Одноробівка, Цилюрики. По селу протікає пересихаючий струмок з загатами. На відстані 2,5 км знаходиться залізнична станція Сніги.

## Назва
Цей мальовничий населений пункт був заснований близько 350 років тому козаком Стогнієм, на честь якого і був названий.

## Історія
У 1862 році село мало назву хутір Стогнієв та розташовувалося у Золочівській волості Харківського повіту
Станом на 1864 рік у казенному хуторі Стогнії в урочищі Стогнієвому налічувалось 10 подвір'їв. У ньому мешканців обох статей — 82, з них чоловіків — 37 і жінок — 42. Поряд з хутором Стогнії знаходилися хутори Бігдани, Сусли, Сірий і Цилюрики. Станом на 1904 рік хутори Стогнії, Бігдани, Сірий, Сусли входили до складу парафії Миколаївської церкви села Березівка.  Дерев'яна церква однопристольна збудована в 1767 році.
У селі Стогнії діяло колективне господарство «Промінь» з вирощування молодняку курей та інших видів свійських птахів (качок, гусей, цесарок). У колгоспі функціонував інкубатор. Згодом був  відділок Івашківського відгодівельного радгоспу. Із заснуванням Івашківської птахофабрики (1960) колгосп «Промінь»,  відділок Івашківського відгодівельного радгоспу увійшли до її складу.
12 червня 2020 року, розпорядженням Кабінету Міністрів України № 725-р «Про визначення адміністративних центрів та затвердження територій територіальних громад Харківської області», увійшло до складу Золочівської селищної громади.
19 липня 2020 року, в результаті адміністративно-територіальної реформи та ліквідації Золочівського району, село увійшло до складу Богодухівського району.

## Відомі люди
- Стогній Іван Петрович (1934—2019) — український науковець, доктор філософських наук, професор, перший ректор Університету Григорія Сковороди в Переяславі, заслужений працівник освіти України, заслужений працівник освіти України, лауреат Міжнародної премії імені Григорія Сковороди, повний кавалер ордена «За заслуги», почесний громадянин міста Переяслав-Хмельницького (1996).[9]

## Галерея

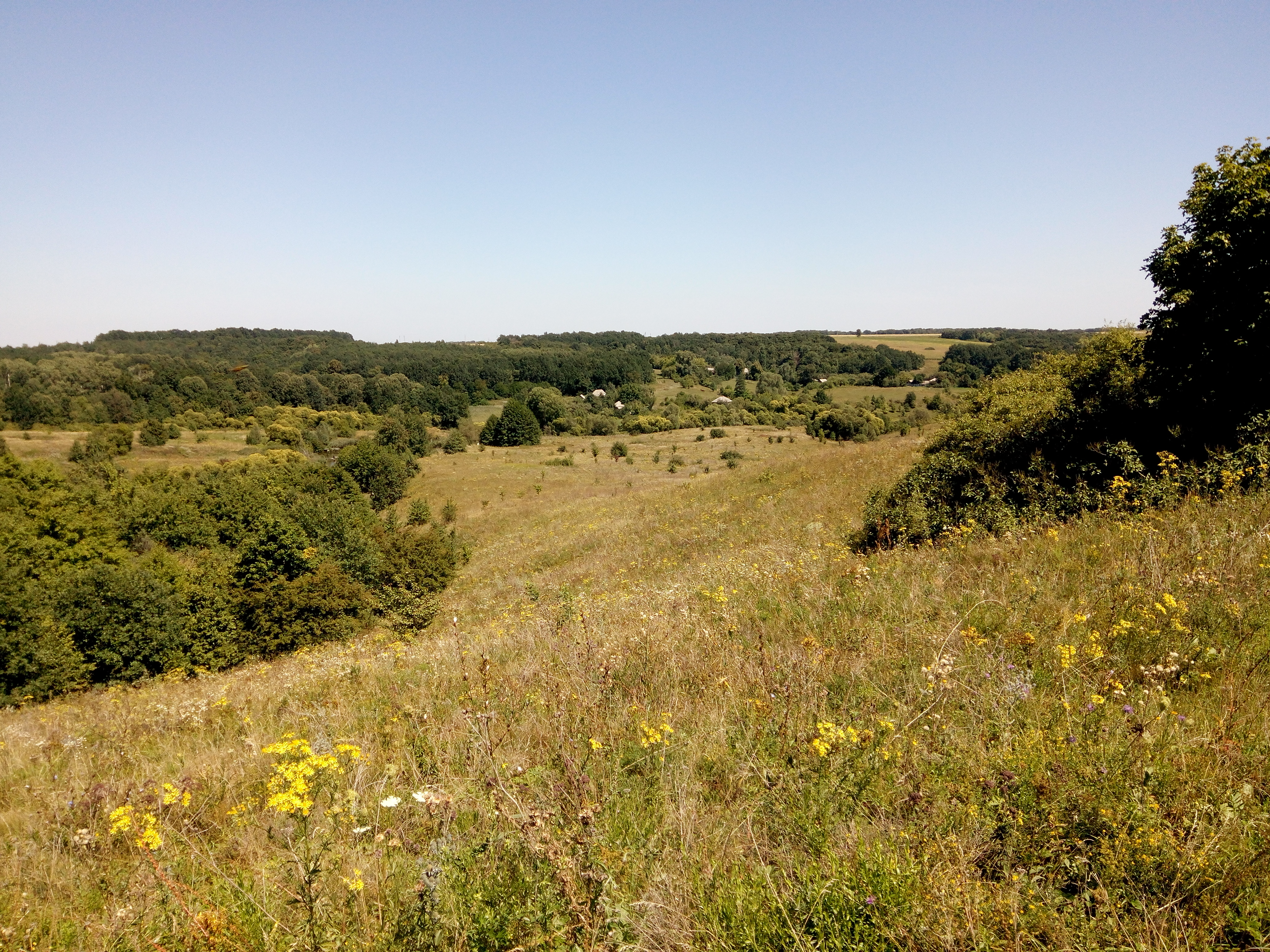
Вид на село (2018)
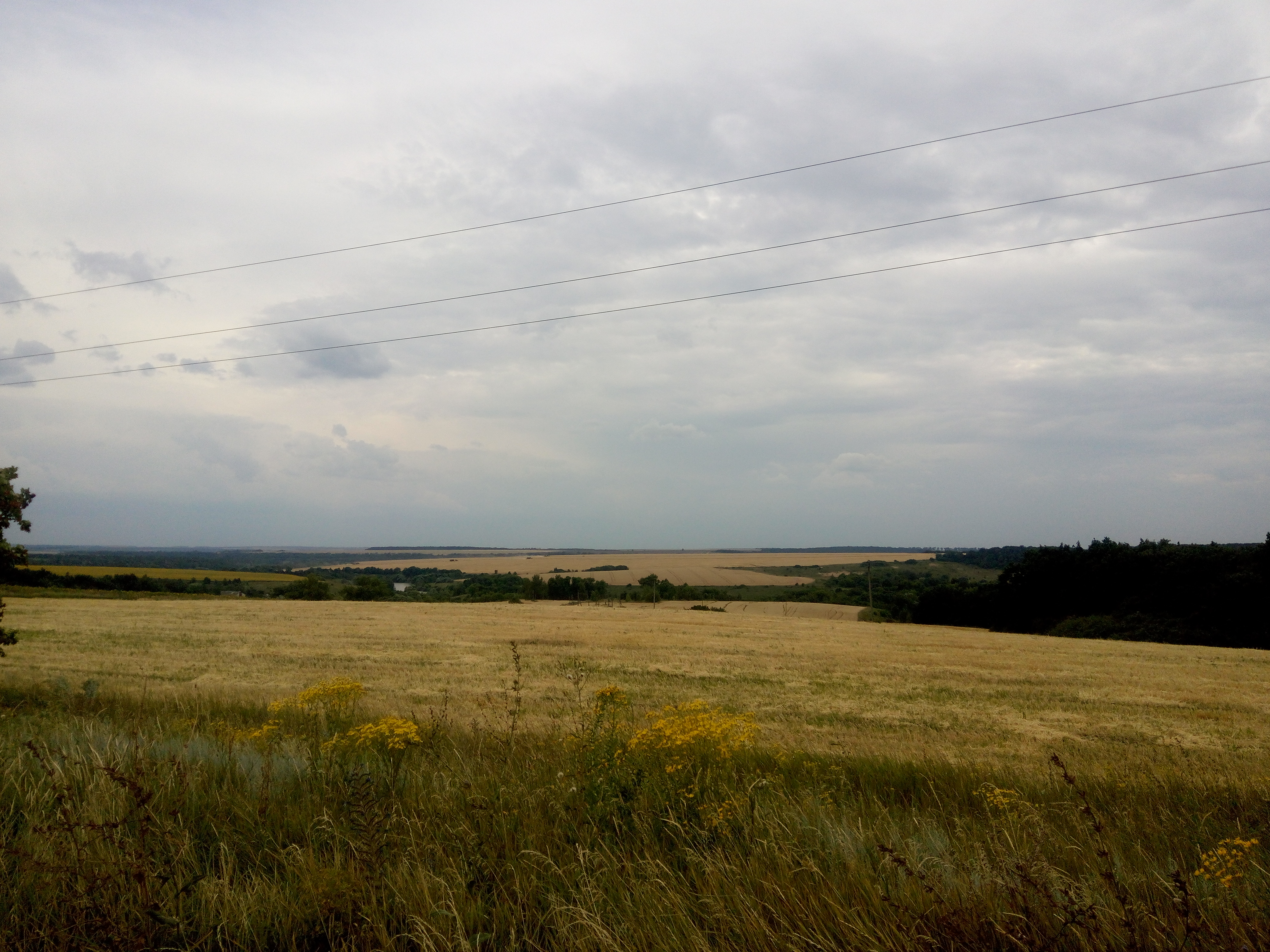
Краєвид села Стогнії в оточенні полів
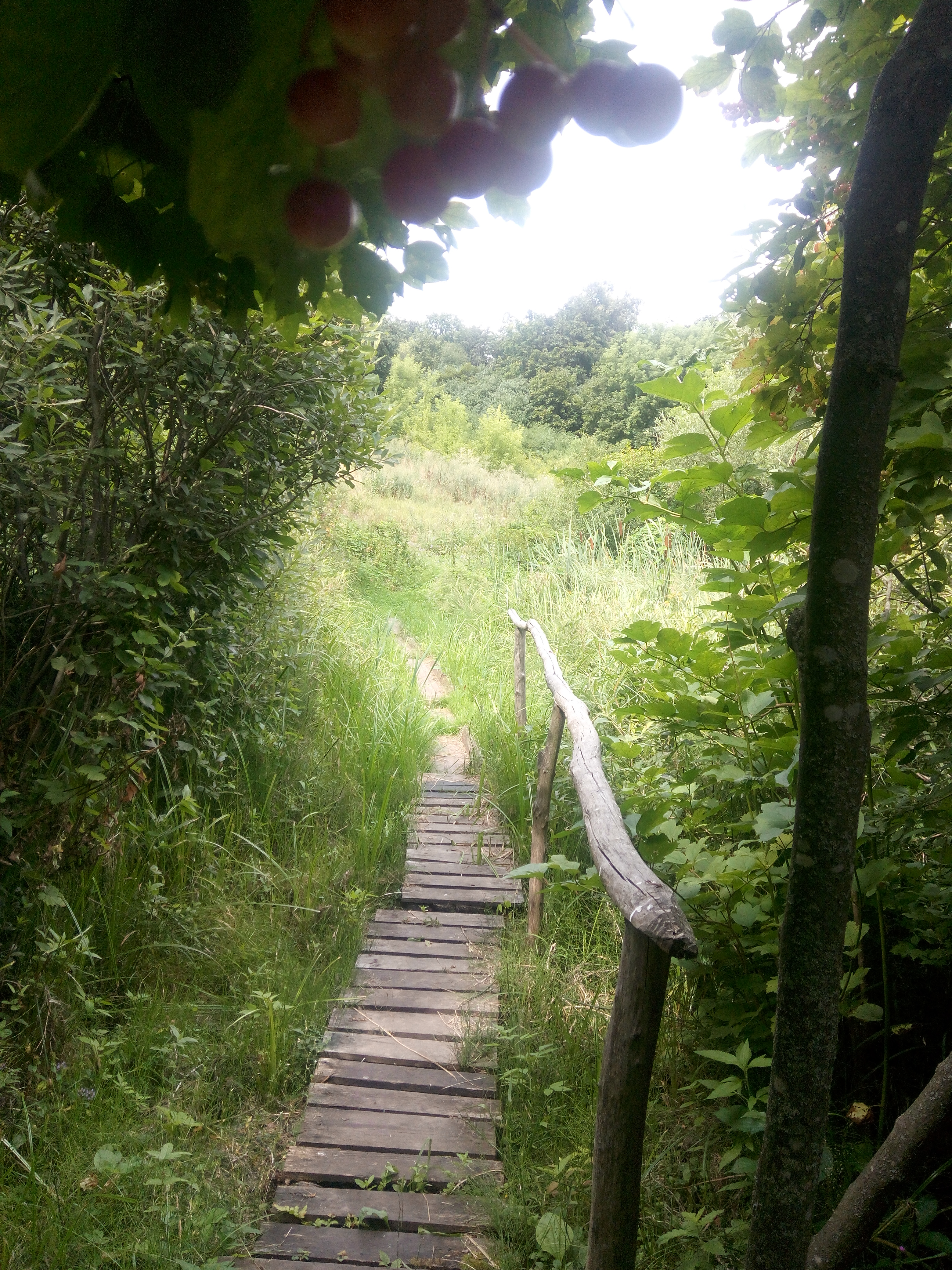
Дощаний поміст до криниці
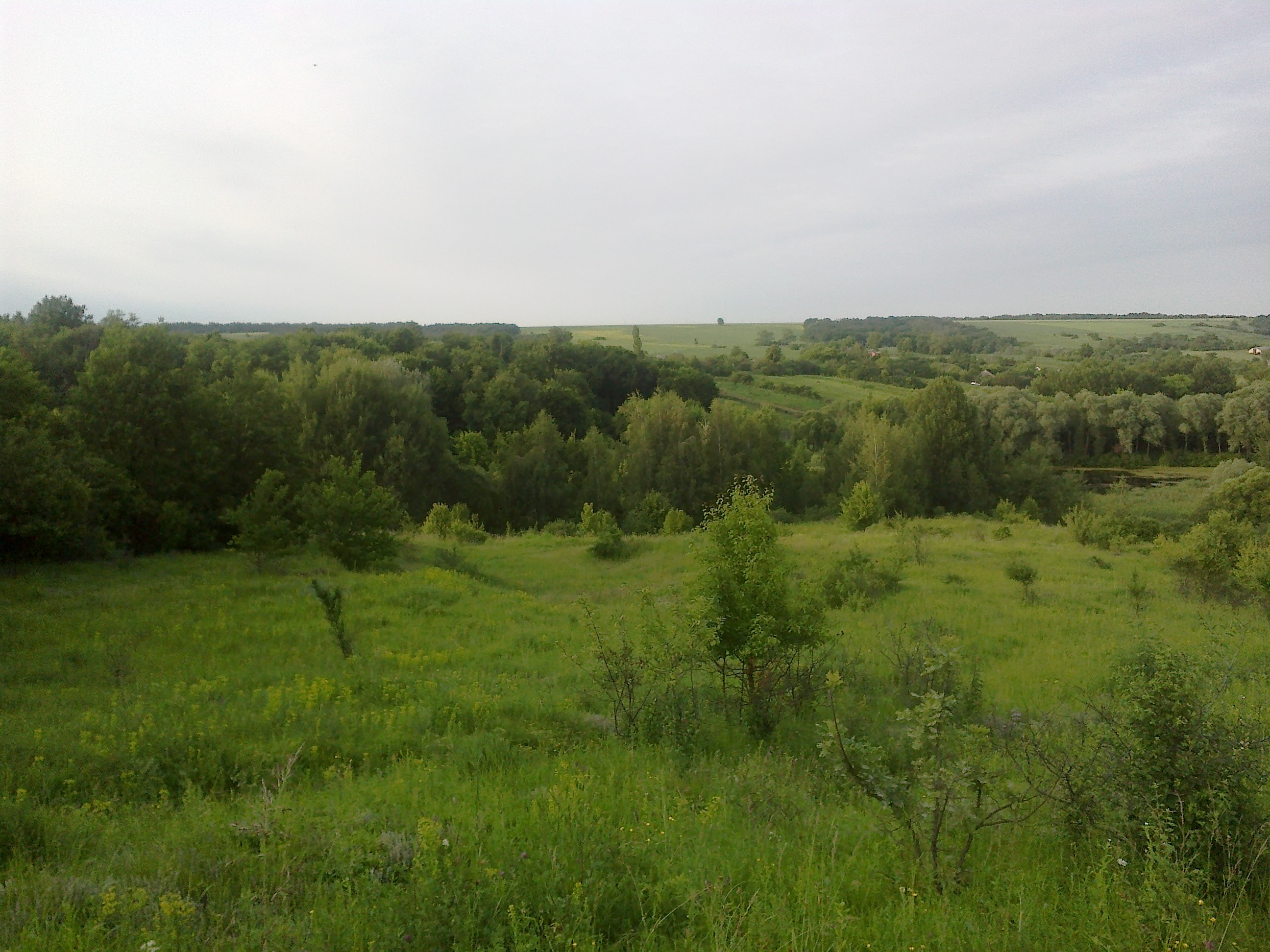
Краєвид села Стогнії
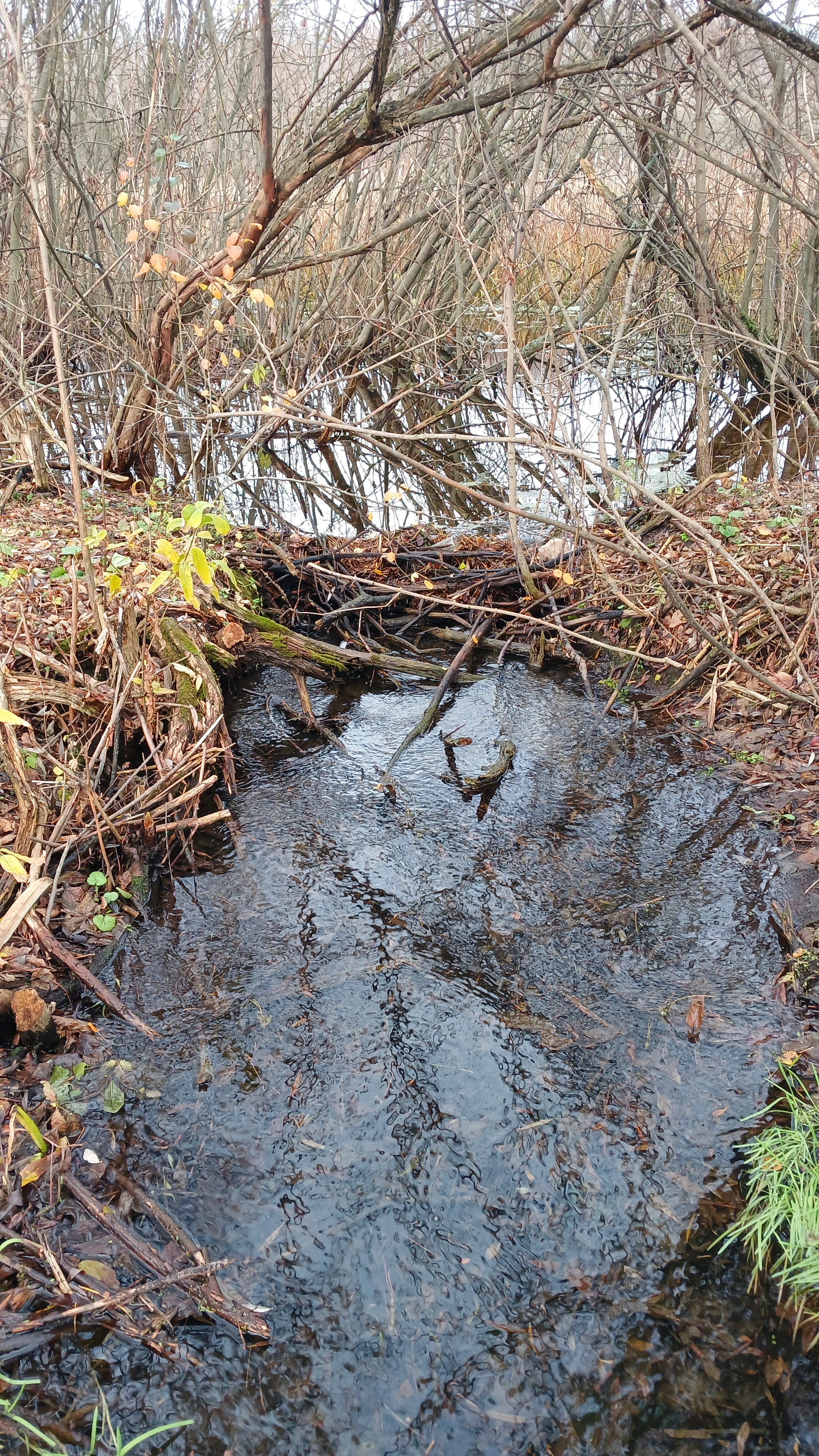
Струмок з загатами